# Cethosia hypsea
Cethosia hypsea es una especie de lepidóptero de la familia Nymphalidae. Es originaria de la Birmania, Malasia y Sumatra.
Las larvas se alimentan de especies de Adenia.